# 라프라스
라프라스(Lapras, 일본어: ラプラス 라푸라스[*])는 포켓몬스터 시리즈에 등장하는 가공의 캐릭터(몬스터)이다.

## 특징
수장룡의 모습을 한 포켓몬. 사람이나 포켓몬을 등에 태워 바다를 건너는 것을 매우 좋아한다. 지능이 높아 사람의 말을 이해할 수 있다. 붙임성 있는 성격이 악용되어 인간에게 남획되고 있어, 멸종 위기에 직면하고 있다.

## 게임에서의 라프라스
《포켓몬스터 적·녹·청·피카츄》에서는 실프주식회사에서 1마리만 받을 수 있으며, 사천왕 칸나의 소지 포켓몬이나 사파리존의 동물원에도 등장한다.
《포켓몬스터 금·은·크리스탈》에서는 매주 금요일 '연결의 동굴'의 가장 안쪽에 있는 심볼에서 출현한다.
《포켓몬스터 파이어 레드·리프 그린》에서는 초대 작품에서의 방법으로 얻는 것 외에, 제 4의 섬의 동굴에서도 야생 라프라스를 입수 가능하다.
《포켓몬스터DP 디아루가·펄기아》에서는 챔피언 로드에서 클리어 후에 입수 가능하다. 디아루가/펄기아에서는 레벨이 40~60이었으나 플라티나에서는 레벨이 5단계 낮춰진 35~55레벨의 라프라스를 잡을 수 있다. 스피드 이외의 능력치의 밸런스가 좋고, 특히 HP가 높다.
《포켓몬스터 소드·실드》에서는 거다이맥스를 할 수 있게 되었는데 전용기술은 거다이선율이다. 효과는 얼음타입 공격을 하며 5턴 동안 오로라 베일로 상대의 물리공격과 특수공격을 1/2로 줄이는 것이다. 그리고 거대해지면서 등껍질에 5000명 이상의 사람을 태울 수 있게 되었다.
거다이맥스의 모습은 포켓몬스터 실드에서만 와일드에리어의 거인의 의자E에서 출현한다.

## 애니메이션에서의 라프라스
《포켓몬스터》1기 오프닝에 등장하며, 65화에도 등장한다. 지우 일행과 텔레파시로 대화한다. 오렌지 제도에서는 지우의 포켓몬이 되어 활약했지만, 오렌지 제도 편 후반에 라프라스 무리들과 재회해, 이 때의 활약이 계기로 무리의 리더가 되었다. 5기 라프라스 노래를 불러라 편에 등장하여 지우 일행을 라프라스에게 안내했다.
《포켓몬스터 AG》 배틀 프런티어 편에서는 코디네이터 사희의 파트너로 등장했다. 5기 오프닝에도 등장한다.
《포켓몬스터 THE ORIGIN》 3화에서 레드가 실프주식회사에서 연구원으로부터 라프라스를 받아 레드의 주력 포켓몬으로 활약한다.

## 그 외에서의 라프라스
- 극장판 《루기아의 탄생》에서 지우의 라프라스가 등장한다.
- 만화 《포켓몬스터 스페셜》에서 칸나의 포켓몬으로 등장한다.
- 만화 《포켓몬스터 스페셜》에서 류옹(가면의 사나이)의 포켓몬으로 등장한다. 류옹의 악행동기의 큰 요인이 된다.

## 같이 보기
- 포켓몬스터
- 포켓몬의 목록